# Giles Goschen (4e vicomte Goschen)
Giles John Harry Goschen, 4e vicomte Goschen (né le 16 novembre 1965), est un homme politique conservateur britannique. 

## Biographie
Il est le fils de John Goschen (3e vicomte Goschen), et de sa deuxième épouse Alvin England. Il fait ses études à la Heatherdown School, près d'Ascot dans le Berkshire et au Collège d'Eton. Il succède à son père dans la vicomté en 1977 à l'âge de onze ans. Goschen sert sous John Major comme Lord-in-waiting de 1992 à 1994 et sous-secrétaire d'État aux Transports de 1994 à 1997. En 1999, il fait partie des pairs héréditaires conservateurs élus pour rester à la Chambre des Lords après l'adoption de la House of Lords Act 1999, le plus jeune élu. 